# Даглас Хилс (Кентаки)
Даглас Хилс (енгл. Douglass Hills) град је у америчкој савезној држави Кентаки.

## Демографија
По попису из 2010. године број становника је 5.484, што је 234 (-4,1%) становника мање него 2000. године.
| Група             | 2000.         | 2010.         |
| Белци             | 5.015 (87,7%) | 4.529 (82,6%) |
| Афроамериканци    | 397 (6,9%)    | 325 (5,9%)    |
| Азијати           | 101 (1,8%)    | 182 (3,3%)    |
| Хиспаноамериканци | 166 (2,9%)    | 345 (6,3%)    |
| Укупно            | 5.718         | 5.484         |